# خبازاوات
الخبازاوات (الاسم العلمي: Malvoideae) هي أسرة من النباتات تتبع فصيلة الخبازية من الرتبة الخبازيات.

## قبائل
- الخبازاوية